# Бо, Дики
Ри́чард Бо (англ. Richard Baugh), более известный как Дик Бо (англ. Dick Baugh) или Ди́ки Бо (англ. Dickie Baugh; 14 февраля 1864 — 14 августа 1929) — английский футболист, защитник. Играл за футбольные клубы «Стаффорд Роуд», «Вулверхэмптон Уондерерс» и «Уолсолл», а также за национальную сборную Англии. Участник трёх финалов Кубка Англии.

## Футбольная карьера
Родился в Стейвли (вблизи Честерфилда, графство Дербишир) в семье шахтёра в 1864 году. В 1871 году его семья переехала в Вулвергемптон. Согласно переписи 1881 года Дик работал жестянщиком. Также играл в футбол за юношеские и любительские команды Вулвергемптона, включая «Роуз Вилла», «Вулверхэмптон Рейнджерс» и резервистов «Вулверхэмптон Уондерерс». С 1884 по 1886 год выступал за вулвергемптонский клуб «Стаффорд Роуд  (Рейлуэй Уоркс)».
В марте 1886 года, будучи игроком «Стаффорд Роуд», получил свой первый вызов в национальную сборную Англии. 13 марта 1886 года дебютировал за английскую сборную, сыграв на позиции левого защитника в матче Домашнего чемпионата против сборной Ирландии на стадионе «Баллинафей Парк» в Белфаст, который завершился разгромной победой англичан со счётом 6:1.
В мае 1886 году перешёл в «Вулверхэмптон Уондерерс». Дебютировал за «волков» 30 октября 1886 года в матче первого раунда Кубка Англии против «Матлок Таун» (победа со счётом 6:0). 8 сентября 1888 года дебютировал в Футбольной лиге в матче против клуба «Астон Вилла» (завершился со счётом 1:1) на «Дадли Роуд». В сезоне 1888/89 Дик Бо провёл за «волков» все 22 матча в чемпионате (только Бо и Гарри Аллен сыграли за команду во всех без исключения матчах Футбольной лиги того сезона). В Кубке Англии того же сезона Бо помог команде дойти до финала, в котором «волки» со счётом 0:3 проиграли «Престон Норт Энд» — команде «неуязвимых», сделавших в том сезоне «дубль».
15 марта 1890 года провёл свой второй (и последний) матч за сборную Англии, сыграв на позиции правого защитника в матче Домашнего чемпионата против Ирландии. В той игре англичане разгромили соперника со счётом 9:1.
Бо продолжал выступать за «Вулверхэмптон Уондерерс» до 1896 года, сыграв ещё в двух финалах Кубка Англии: в 1893 году помог команде обыграть «Эвертон» с минимальным счётом, а в 1896 году в ранге капитана «волков» проиграл клубу «Уэнсдей». В общей сложности он провёл за клуб 227 официальных матчей (в том числе 185 матчей в чемпионате) и забил 1 гол во всех турнирах. 
В сезоне 1896/97 выступал за «Уолсолл». Провёл за команду 6 матчей в лиге, после чего завершил карьеру футболиста из-за травмы колена.

## Достижения
«Вулверхэмптон Уондерерс»
- Обладатель Кубка Англии: 1893
- Финалист Кубка Англии: 1888, 1896
- Обладатель Кубка Рекин: 1883[1]

Сборная Англии
- Победитель Домашнего чемпионата Великобритании: 1886 (разделённая победа), 1890 (разделённая победа)

## Личная жизнь
Его сын Дики Бо-младший также стал профессиональным футболистом и играл за «Вулверхэмптон Уондерерс».